# Bank of China
Pour les articles homonymes, voir BOC.
Ne doit pas être confondu avec la Central Bank of China (banque centrale de la république de Chine (Taïwan)) ou avec la Banque populaire de Chine (People's Bank of China, banque centrale de la république populaire de Chine)
Pour l'implantation Hongkongaise de Bank of China, voir Bank of China (Hong Kong).

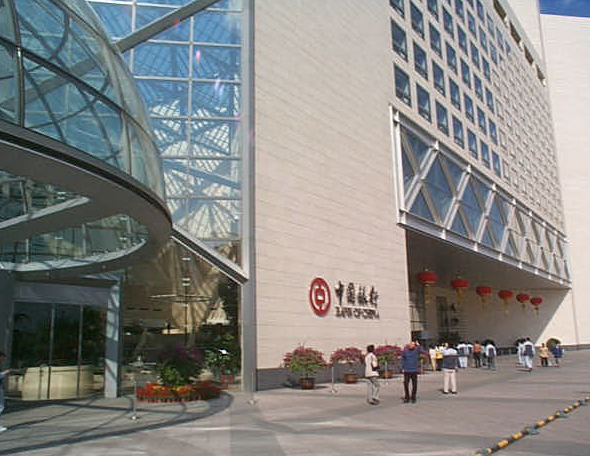
Le QG de la Banque de Chine, Pékin, Chine. Architecte : Ieoh Ming Pei.

La Banque de Chine (anglais : Bank of China Limited (BOC) HKSE : 3988 SSE : 601988;chinois simplifié : 中国银行 ; chinois traditionnel : 中國銀行 ; pinyin : Zhōngguó Yínháng ; souvent abrégée 中行) est l'une des quatre grandes banques commerciales d’État de la république populaire de Chine. Fondée en 1912 pour remplacer la Banque Da Qing, c'est la plus ancienne banque de Chine. Elle est la cinquième banque au niveau mondial pour ses actifs, et le second organisme de prêt en Chine. Jadis détenue à 100 % par le gouvernement central à travers le Central Huijin Investment et le Conseil national pour le fond de sécurité sociale, elle a été introduite en bourse en 2006 et le flottant représente aujourd'hui 26 % des actions.
Selon le magazine Forbes, la Banque de Chine est en 2017 la huitième entreprise mondiale. En 2023, la banque compte 306 931 employés.

## Historique
De sa création jusqu'en 1942, elle produit les billets de banque pour le compte du gouvernement central, aux côtés des trois autres grandes banques de l'époque, la Central Bank of China, la Agricultural Bank of China et la Bank of Communications. Bien qu'elle ait fonctionné initialement comme la banque centrale de Chine, elle est remplacée dans ce rôle par la Central Bank of China en 1928. Elle est donc à cette date devenue une banque commerciale pure.
Après la fin de la guerre civile chinoise en 1949, la Banque de Chine est séparée en deux. Une première partie fut déplacée à Taïwan sous le gouvernement Kuomintang. Elle est privatisée en 1971 et devient la International Commercial Bank of China (中國國際商業銀行). Elle fusionna ensuite avec la Taiwan Bank of Communications pour devenir la Mega International Commercial Bank. L'autre partie, continentale, est l'entité actuellement connue sous le nom de Bank of China.
En 2005, durant la mise au point de l'IPO, la Banque de Chine propose à des investisseurs à long terme de prendre des intérêts stratégiques dans la société. En octobre 2005, le Royal Bank of Scotland Group PLC annonça un investissement de 2,1 milliards de dollars, qui lui donnerait le contrôle d'un peu moins de 10 % des intérêts de la BOC. D'autres investissements furent faits par la Swiss Bank UBS AG, et par la Temasek Holdings Pte. ltd, qui promirent également de souscrire pour une valeur de 500 millions de dollars d'actions pendant l'IPO de la BOC.
La banque fut contrôlée par les États-Unis lors de ses vérifications concernant le blanchiment d'argent, à la suite de l'affaire des superdollars.
Sa cotation à la Bourse de Hong Kong le 1er juin 2006 fut la plus grosse introduction en bourse du monde depuis 2000, et la 4e plus grosse de tous les temps, levant 9,7 milliards de dollars lors de l'offre de H-actions. Le lotissement des options, évalué le 7 juin 2006, porta la valeur totale de l'IPO à 11,2 milliards de dollars.
Elle réussit la plus grosse IPO en Chine le 5 juillet 2006, mettant en vente jusqu'à 10 milliards de A-actions à la Bourse de Shanghai, soient près de 20 milliards de yuan. Elles furent mises en vente à trois RMB l'action.
La BOC prit des intérêts dans Singapore Airlines via la Singapore Aircraft Leasing Enterprise en 2007, renommée en 2007 BOC Aviation.

## Caractéristiques

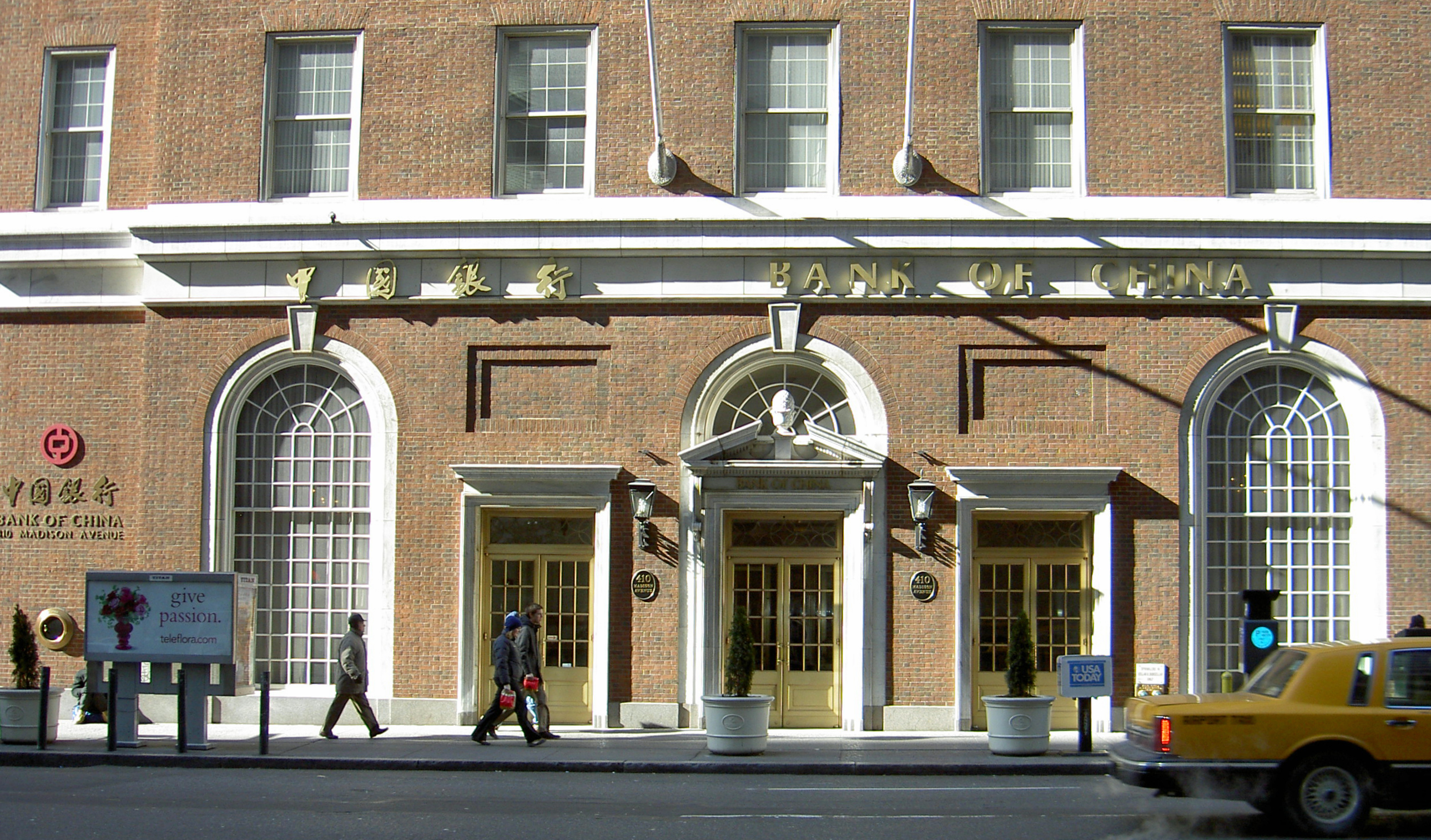
Filiale de New York

La capitalisation boursière était en 2017 d'un montant de 895,75 milliards de yuans. Les bénéfices nets s'élèvent pour cette même année à plus de 157,85 milliards de yuans, ce qui la porte à la cinquième place en 2017.
C'est le second organisme de prêt en Chine, premier prêteur aux particuliers, et premier prêteur sur le marché étranger. L'organisme de prêt no 1 est la Industrial and Commercial Bank of China. En 2002, elle a réalisé un bénéfice de plus de 52,7 milliards de yuans, en hausse de 20 % par rapport à l'année précédente.
Son siège à Hong Kong, la tour de la Banque de Chine, est le septième plus haut immeuble du monde.

## Propriété des capitaux
Au 7 juin 2006, selon l'IPO de Hong Kong, la répartition était la suivante :
- Central Huijin Investment : 69,265 %
- RBS China : 8,467 %
- Asia Financial Holdings Pte. Ltd. (une filiale appartenant complètement à  Temasek) : 4,765 %
- National Council for Social Security Fund : 4,576 %
- UBS AG : 1.366%
- ADB : 0,205 %
- Investisseurs qui reçurent des actions lors de l'introduction en Bourse sur le marché de Hong Kong : 11,356 %

## Opérations à l'extérieur de Chine

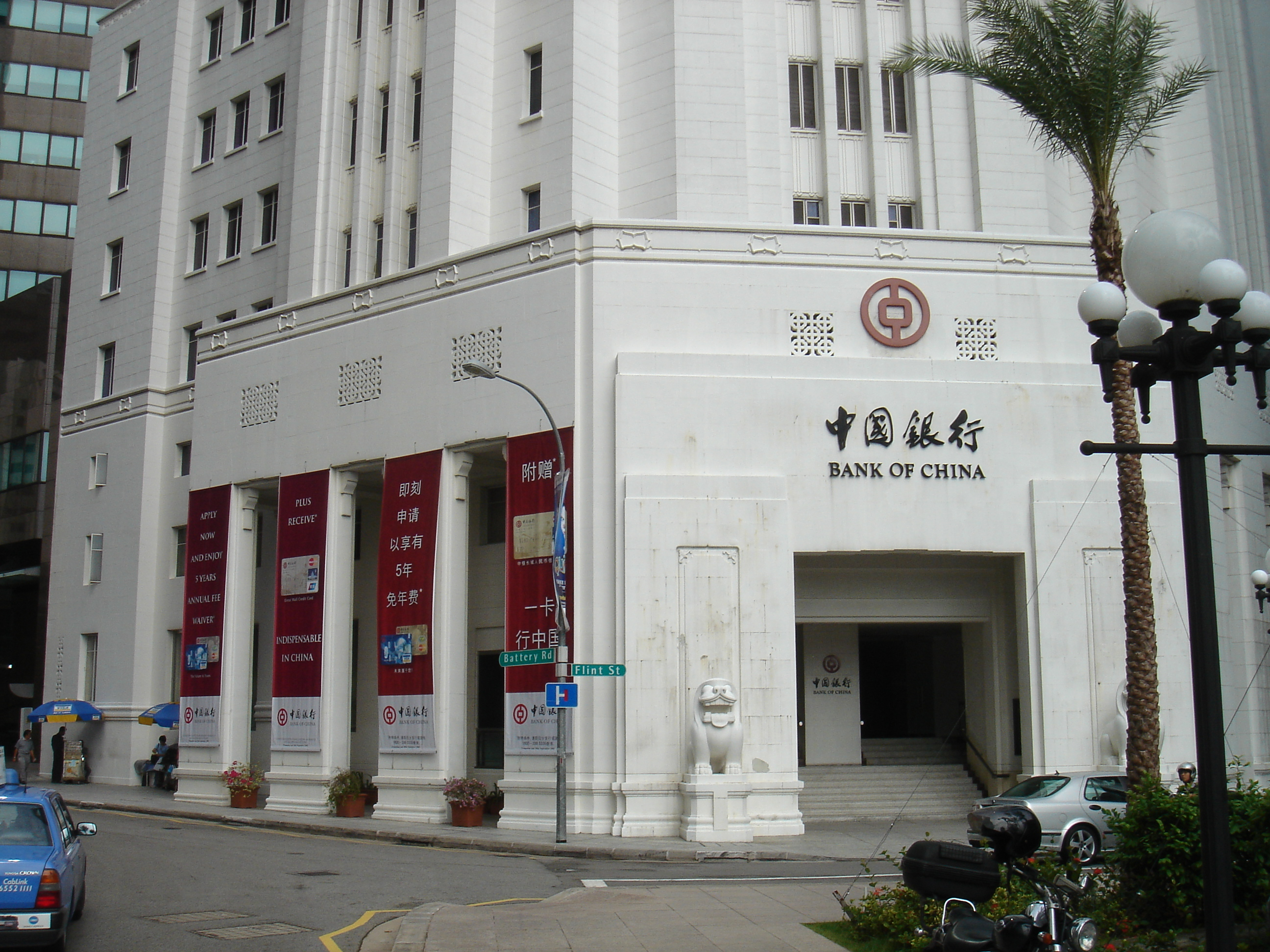
Building de la Bank of China à Singapour

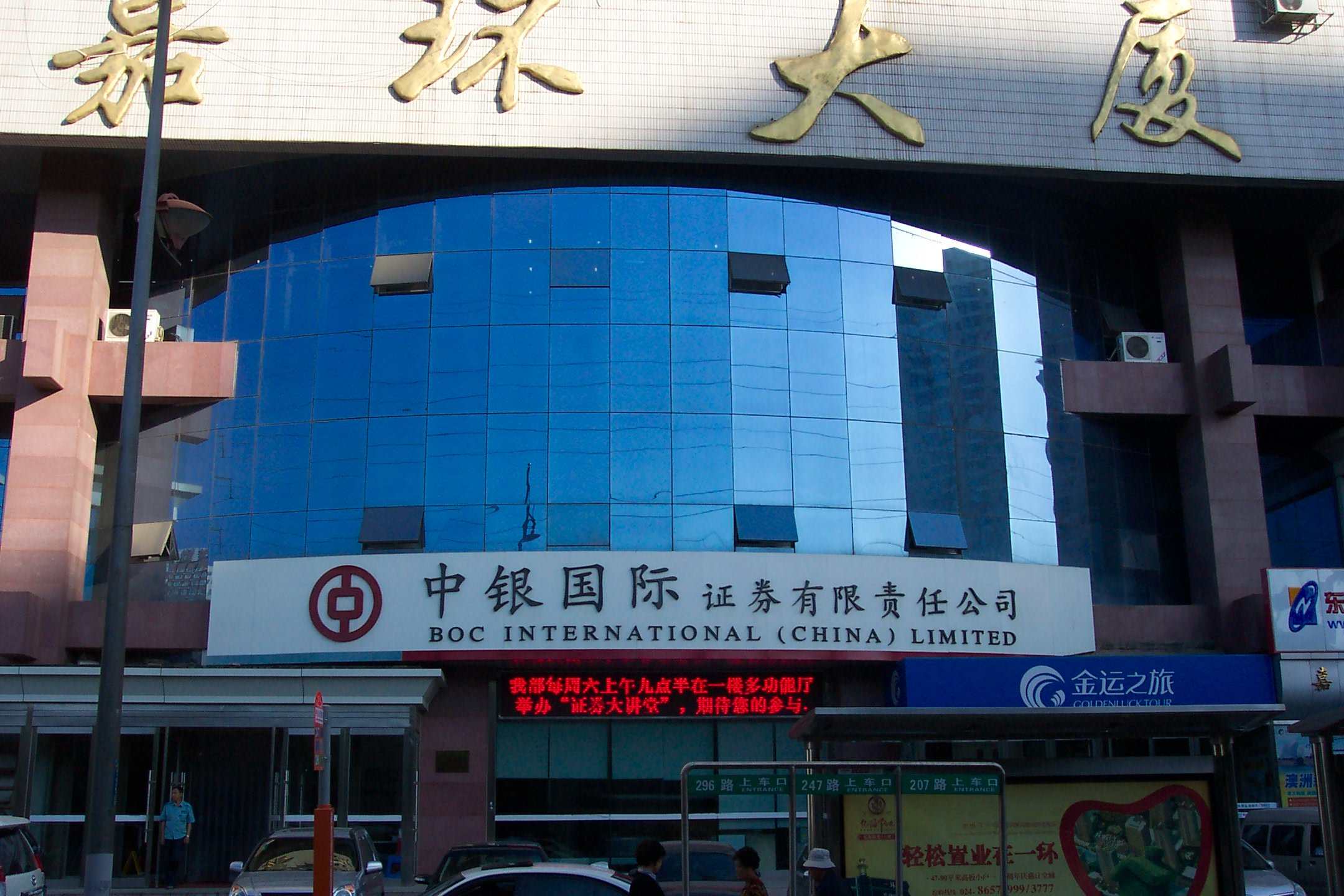
中国银行股份有限公司 Bank of China in Shenyang

La Banque de Chine agit hors de Chine comme une entreprise privée, mais toujours en lien avec la BOC d'état en Chine.
La BOC fit ses premières opérations financières à Hong Kong en 1917, et y devint un acteur majeur, concurrençant les banques anglaises sur le territoire. Elle devint imprimeur de billets à Hong Kong en 1994 puis à Macao depuis 1995.
Les opérations de la Banque de Chine à Hong Kong furent regroupées en la Bank of China (Hong Kong) en 2001, et un peu plus tard, la BOCHK fut listée à la Bourse de Hong Kong en octobre 2002. Les deux tiers de son capital actions sont du flottant. Le quartier général de la banque à Hong Kong se trouve dans la Tour de la Banque de Chine, dont l'architecte de renom fut Ieoh Ming Pei, et lorsqu'il fut ouvert au public en 1990, c'était le plus haut gratte-ciel de Hong Kong. La Banque de Chine devint la BOC Limited. en août 2004.
Elle fut cotée à la Bourse de Hong Kong (indépendamment de la BOCKH) (SEHK : 3988) lors de la plus grosse introduction en bourse opérée par une institution au monde depuis le 1er juin 2000. Cette IPO eut lieu en 2006, levant 9,7 milliards d'U.S. Dollars. L'offre publique initiale ramena 286 milliards de dollars Hong Kong (36,7 milliards d'U.S. dollars) d'ordres de vente, et représenta la plus grosse sursouscription de l'histoire de la Bourse de Hong Kong. Le taux de sursouscription atteint fut de l'ordre de 76 fois. Bien que les analystes financiers aient appelé à la prudence à cause d'un nombre inquiétant de créances en souffrance, cela de découragea pas les investisseurs. L'action introduite à 2,95 dollars HK s'établit à 3,4 dollars HK, à la hausse de 15 %, à la clôture du premier jour.
La banque mena une deuxième IPO à la Bourse de Shanghai en 2006, levant 20 milliards de yuan (2,5 milliards d'U.S. Dollars).
C'est la banque la plus internationale de toutes les banques chinoises, avec des ramifications sur chaque continent majeur. À l'extérieur de Chine, la BOC fait des affaires dans 25 pays, dont l'Australie, le Canada, le Royaume-Uni, la France, l'Allemagne, l'Italie, le Luxembourg, la Russie, la Hongrie, les États-Unis, le Panama, le Brésil, le Japon, la république de Corée, Singapour, Taïwan, les Philippines, le Vietnam, la Malaisie, la Thaïlande, l'Indonésie, le Kazakhstan, le Bahreïn, la Zambie, l'Afrique du Sud et on trouve aussi une implantation aux Îles Caïmans. Et depuis novembre 2008, en Suisse, à Genève.
Bien qu'elle soit présente dans les pays mentionnés ci-dessus, ses opérations hors de Chine ne représentent que 4 % de l'activité de la banque, aussi bien du point de vue des bénéfices que de la capitalisation. Les comptes en Chine représentaient 60 % des bénéfices et 76 % de la capitalisation en décembre 2005.

## Bâtiments

### Adresse en France
- 23 et 25 avenue de la Grande-Armée à Paris 16e arrondissement.
- 1 Rue de la République à Lyon 1er arrondissement.
- 11 Place d'Italie à Paris 13e arrondissement

### Chine
- Bank of China Hubei Province Headquarters
- Bank of China Mansion
- Ningbo Bank of China Headquarters